# ちいさな哲学者たち
『ちいさな哲学者たち』（ちいさなてつがくしゃたち、フランス語: Ce n'est qu'un début、英語: Just a beginning）は、2010年のフランスのドキュメンタリー映画。フランスの特別教育地区で行われた幼稚園児の哲学入門の教育プログラムを映し出す。原題の意味は「これは、ほんの始まり」。

## 概要
パリ近郊の公立ジャック・プレヴェール幼稚園で4歳から始めて、月に数回、2年間の哲学の授業を設ける試みが行われた。パスカリーヌ先生は毎回、授業が始まる前に輪になった園児たちの前にろうそくの灯をともす。初めは発言のなかった子供たちが、次第にそれぞれの考えを語りはじめ、意見が違っても相手に耳を傾けることを覚えていく。子供たちは生きいきとして屈託がない。「人を好きになることについて」、「自由について」、「子供にはできないけど、大人にはできることは？」、「結婚について」、「貧しい人のこと」、など様々なテーマについて語りあい、子供たちが次第に考える力を身につけてゆく。そのことは親たちにも影響を及ぼしていくのだった。未来の教育の可能性を探る貴重なドキュメンタリー作品となっている。

## キャスト
- イザベル・デュフロク幼稚園長 Isabelle Duflocq[3]
- パスカリーヌ先生 Pascaline Dogliani

子供たち
- アズアウ
- アニッサ
- アビゲイル
- アブデラメーヌ
- イスマエル
- イネス

- ウィリアム
- キリア
- シャナ
- ジョナタン
- セバスチャン
- テオ

- ナオミ
- ヌディクー
- ヤニス
- ルイーズ
- レア
- ローズメイ

## ソフト
- DVD 『ちいさな哲学者たち』、ファントム・フィルム、2012年2月24日発売[4]。